# Gunnar Olram
Gunnar Carl Andreas Olram, född 19 december 1908 i Halden, död 12 januari 2001 i Oslo, var en norsk skådespelare,  regissör, dramatiker och översättare.
Olram var engagerad vid Centralteatret i Oslo 1930–1931, vid Oscarsteatern i Stockholm 1931–1934 och igen vid Centralteatret 1934–1944. Åren 1945–1950 var han vid Studioteatern, där han delvis verkade som chef. Därefter var han vid Folketeatret 1952–1959, Oslo Nye Teater 1959–1964 och Nationaltheatret 1964–1978. I slutet av 1970- och början av 1980-talen var han engagerad vid Riksteatret. I operetter och lustspel spelade han ofta roller som jovial humorist och i komedin rollen som farlig ironiker. Han gjorde även en rad Henrik Ibsen-roller och spelade Willy Loman i En handelsresandes död.
Han regisserade ett antal pjäser vid Folketeatret, Oslo Nye Teater, Nationaltheatret och Riksteatret. Tillsammans med Barthold Halle skrev han pjäsen Nils og blåmann som sattes upp på Det Nye Teater 1953 och på Oslo Nye teater 1967. Han översatte också Karen Blixens Sandhedens hævn från danska, Astrid Lindgrens Rasmus på luffen från svenska och Friedrich Forsters Robinson soll nicht sterben från tyska.
Vid sidan av teatern var Olram birollsskådespelare på film. Han debuterade 1940 i Helge Lundes och Gösta Stevens Vildmarkens sång. Han medverkade i 12 film- och TV-produktioner 1940–1981 och gjorde sin sista roll i filmen Liten Ida 1981.

## Filmografi
- 1940 – Vildmarkens sång
- 1940 – Tørres Snørtevold
- 1942 – Herre med mustasch
- 1944 – Kommer du, Elsa?
- 1954 – Aldri annet enn bråk
- 1956 – Toya rymmer (även regi)
- 1961 – Frisøndag
- 1970 – Douglas
- 1972 – Fleksnes fataliteter (TV-serie)
- 1973 – Fem dygn med Viveca
- 1973 – Tre søstre
- 1979 – En fallitt
- 1981 – Liten Ida